# Culex infula
Culex infula är en tvåvingeart som beskrevs av Theobald 1901. Culex infula ingår i släktet Culex och familjen stickmyggor. Inga underarter finns listade i Catalogue of Life.